# Marek Dobrowolski
Marek Dobrowolski (ur. 30 sierpnia 1920 w Krakowie, zm. 28 grudnia 1983 tamże) – polski scenograf, bohater biograficznego filmu dokumentalnego Marek Dobrowolski. Być, albo nie być... (1993), w reżyserii Pawła Hanczarowskiego. (Bohaterem tego filmu jest inny Marek Dobrowolski, ur. 8.05.1950 r. w Warszawie, scenograf filmowy pracujący w Hollywood, nagrodzony EMMY. Źródło: IMDb.com, Inc.) Był członkiem Stowarzyszenia Filmowców Polskich.

## Filmografia
- 1965: Wyspa złoczyńców (film) - II kierownik produkcji
- 1967: Sami swoi - II kierownik produkcji
- 1968: Wilcze echa - współpraca produkcyjna
- 1969: Sąsiedzi - II kierownik produkcji
- 1976: Trędowata - współpraca produkcyjna